# Indonesia International 2015
Die Indonesia International 2015 im Badminton fanden vom 1. bis zum 6. September 2015 in Surabaya statt.

## Sieger und Platzierte
| Disziplin    | Gold                                          | Silber                                | Bronze                                   |
| ------------ | --------------------------------------------- | ------------------------------------- | ---------------------------------------- |
| Herreneinzel | Sony Dwi Kuncoro                              | Jeon Hyeok-jin                        | Reksy Aureza Megananda                   |
| Herreneinzel | Sony Dwi Kuncoro                              | Jeon Hyeok-jin                        | Soo Teck Zhi                             |
| Dameneinzel  | Gregoria Mariska Tunjung                      | Tee Jing Yi                           | Hera Desi Ana Rachmawati                 |
| Dameneinzel  | Gregoria Mariska Tunjung                      | Tee Jing Yi                           | Kim Na-young                             |
| Herrendoppel | Berry Angriawan Rian Agung Saputro            | Jun Bong-chan Kim Dae-eun             | Ruud Bosch Huang Po-jui                  |
| Herrendoppel | Berry Angriawan Rian Agung Saputro            | Jun Bong-chan Kim Dae-eun             | Hardianto Kenas Adi Haryanto             |
| Damendoppel  | Gebby Ristiyani Imawan Tiara Rosalia Nuraidah | Suci Rizky Andini Maretha Dea Giovani | Chayanit Chaladchalam Phataimas Muenwong |
| Damendoppel  | Gebby Ristiyani Imawan Tiara Rosalia Nuraidah | Suci Rizky Andini Maretha Dea Giovani | Dian Fitriani Nadya Melati               |
| Mixed        | Fran Kurniawan Komala Dewi                    | Chung Eui-seok Kong Hee-yong          | Alfian Eko Prasetya Annisa Saufika       |
| Mixed        | Fran Kurniawan Komala Dewi                    | Chung Eui-seok Kong Hee-yong          | Tedi Supriadi Ririn Amelia               |